# 591 Irmgard
591 Irmgard eller 1906 TP är en asteroid i huvudbältet, som upptäcktes 14 mars 1906 av den tyska astronomen August Kopff i Heidelberg. Ursprunget till namnet är okänt.
Asteroiden har en diameter på ungefär 51 kilometer.